# Relaciones Comoras-España
Las relaciones Comoras-España son las relaciones bilaterales entre estos dos países. Comoras no tiene una embajada en España, pero su embajada en París, Francia, está acreditada para España. España no tiene tiene embajada en Comoras pero su embajada en Pretoria, Sudáfrica, está acreditada para este país.

## Relaciones diplomáticas
España estableció relaciones diplomáticas con Comores el 1 de marzo de 1983. La Embajada de España cerca de la Unión de Comores se encuentra en Pretoria, Sudáfrica, mientras que la Embajada de la Unión de Comores acreditada ante España se encuentra en París.

## Relaciones económicas
La presencia económica española en el país se centra en nuestra flota atunera en el Índico, que se beneficia del acuerdo de pesca con la UE, cuyo protocolo ha sido renovado.
En Comores se ve el turismo como un sector con grandes posibilidades a desarrollar, sector en el cual existen importantes posibilidades para las empresas hoteleras españolas ya presentes en la región. Otro tanto puede decirse del sector hidrocarburos, una vez se compruebe la existencia, como es el caso de sus vecinos, de petróleo y gas.

## Cooperación
Aunque Comores no es un país prioritario ni preferente dentro del Plan Director de la cooperación española, España está presente en los esfuerzos de cooperación a través de la que lleva a cabo la Unión Europea.